# Agrostis pyramidata
Agrostis pyramidata é uma espécie de gramínea do gênero Agrostis, pertencente à família Poaceae.